# Баторун, Константин Константинович
Константин Константинович Баторун (1900, с. Аларь, Иркутская губерния, Российская империя (ныне Аларский район, Иркутской области, РФ — 27 октября 1942, Кондрово Дзержинского района Калужской области) — советско-монгольский военный деятель. Подполковник. Второй начальник разведывательной службы Монголии.

## Биография
Бурят. Из служащих. На военной службе с марта 1919 г. Помощник адъютанта дивизиона Монгольской директории, верховной власти в стране. В РККА с 1920 года.
Участник Гражданской войны в Сибири и Монголии. В мае 1920 — сентябре 1921 г. сражался с войсками Р. Ф. Унгерна. Командовал взводом, был помощником адъютанта 1-го запасного кавалерийского полка народно-революционной армии ДВР (май 1920 — май 1921).
Член РКП (б) с 1923 г. В 1924—1937 года — в распоряжении разведуправления штаба РККА в Монголии. Сотрудник для особых поручений, адъютант начальника штаба Монгольской народно-революционной армии (май — сентябрь 1921), адъютант Главкома МНРА (сентябрь 1921 — май 1922), инструктор политико-просветительного управления МНРА (май — июнь 1922), начальник агентурно-информационной части Государственной военной внутренней охраны (июнь 1922 — апрель 1923), начальник Государственной внутренней охраны (апрель 1923 — сентябрь 1925) Монголии (ныне Главное разведывательное управление Монголии).
В 1925—1929 годах обучался в Военной академии имени М. В. Фрунзе. После академии вновь на службе в Монголии (сентябрь 1929 — август 1937), инструктор учебной части объединённого военного училища, Организационно-мобилизационного отдела штаба МНРА. С августа 1937 г. в распоряжении Управления по начсоставу РККА.
Вне армии с 1938 по август 1941 г.
Участник Великой Отечественной войны с декабря 1941 г. Начальник штаба 164-й стрелковой дивизии 49-й армии Западного фронта. 
«Проявил себя как умелый организатор штаба в условиях боя» (из Наградного листа, 17.09.1942).
Умер от ран.

## Награды
- орден «Знак Почёта» (1938),
- орден Красного Знамени Монголии (1934)
- орден Красного Знамени (1942),
- Почётное революционное оружие от РВС СССР.